# Benedito Ruy Barbosa
Benedito Ruy Barbosa (Gália, 17 aprile 1931) è uno sceneggiatore, autore televisivo e scrittore brasiliano.
Non è parente dell'attrice Marina Ruy Barbosa.

## Biografia
Autore di varie fortunate telenovelas come Fiore selvaggio, Pantanal, Terra nostra, Terra nostra 2 - La speranza e Gli emigranti, ha lavorato anche in campo cinematografico.
 La sua ultima telenovela è stata Velho Chico, due interpreti della quale - Umberto Magnani e l'attore protagonista Domingos Montagner - morirono durante la lavorazione.

## Vita privata
Con la moglie Marilene, morta nel 2014 per cancro, ha messo al mondo quattro figli, tra cui Edmara Barbosa ed Edilene Barbosa, sue collaboratrici. Bruno Luperi, figlio di Edmara, è diventato anch'egli sceneggiatore. 

## Filmografia

### Televisione
Telenovelas
| Anno      | Titolo                                   | Stazione televisiva | Funzione                                | Collaboratori                         |
| --------- | ---------------------------------------- | ------------------- | --------------------------------------- | ------------------------------------- |
| 2016      | Velho Chico                              | Rede Globo          | principale autore                       | Edmara Barbosa Bruno Luperi           |
| 2014      | Meu Pedacinho De Chão                    | Rede Globo          | principale autore                       | Edilene Barbosa                       |
| 2009      | Paraíso                                  | remake Rede Globo   | monitoraggio testo adattamento e remake | Edmara Barbosa Edilene Barbosa        |
| 2006      | Sinhá Moça                               | Rede Globo          | monitoraggio testo adattamento e remake | Edmara Barbosa Edilene Barbosa        |
| 2004      | Cabocla                                  | Rede Globo          | monitoraggio testo adattamento e remake | Edmara Barbosa Edilene Barbosa        |
| 2002 2003 | Terra nostra 2 - La speranza             | Rede Globo          | principale autore                       | Walcyr Carrasco                       |
| 1999 2000 | Terra nostra                             | Rede Globo          | principale autore                       |                                       |
| 1996 1997 | O Rei do Gado                            | Rede Globo          | principale autore                       |                                       |
| 1993      | Renascer                                 | Rede Globo          | principale autore                       |                                       |
| 1990      | Pantanal                                 | Rede Manchete       | principale autore                       |                                       |
| 1988 1989 | Vida Nova                                | Rede Globo          | principale autore                       |                                       |
| 1986      | La padroncina - Il cammino della libertà | Rede Globo          | principale autore adattamento           |                                       |
| 1985 1986 | De Quina pra Lua                         | Rede Globo          | monitoraggio testo                      | Alcides Nogueira                      |
| 1983 1984 | Voltei pra Você                          | Rede Globo          | principale autore                       |                                       |
| 1982 1983 | Paraíso                                  | Rede Globo          | principale autore                       |                                       |
| 1981 1982 | Gli emigranti                            | Rede Bandeirantes   | principale autore                       | Wilson Aguiar Filho Renata Pallottini |
| 1981      | Fogo Frio                                | TV Cultura          | monitoraggio testo                      | Edmara Barbosa                        |
| 1980      | Pé de Vento                              | Rede Bandeirantes   | principale autore                       |                                       |
| 1979      | Fiore selvaggio                          | Rede Globo          | principale autore                       |                                       |
| 1977      | À Sombra dos Laranjais                   | Rede Globo          | principale autore adaptação             | Sylvan Paezzo                         |
| 1976      | O Feijão e o Sonho                       | Rede Globo          | principale autore adaptação             |                                       |
| 1972 1973 | Jerônimo, o herói do sertão              | TV Tupi             | direttore                               |                                       |
| 1971 1972 | Meu Pedacinho de Chão                    | Rede Globo          | principale autore                       |                                       |
| 1970 1971 | Simplesmente Maria                       | Rede Tupi           | coautore                                | Benjamin Cattan                       |
| 1969 1970 | Algemas de Ouro                          | Rede Record         | principale autore                       | Dulce Santucci                        |
| 1968 1969 | A Última Testemunha                      | Rede Record         | principale autore                       |                                       |
| 1968      | O Décimo Mandamento                      | Rede Tupi           | principale autore adattamento           |                                       |
| 1967      | O Tempo e o Vento                        | TV Excelsior        | contributore                            | Teixeira Filho                        |
| 1967      | Meu Filho, Minha Vida                    | Rede Tupi           | contributore                            | Walter George Durst                   |
| 1967      | O Morro dos Ventos Uivantes              | TV Excelsior        | contributore                            | Lauro César Muniz                     |
| 1966 1967 | O Anjo e o Vagabundo                     | Rede Tupi           | principale autore                       |                                       |
| 1966      | Somos Todos Irmãos                       | Rede Tupi           | principale autore adattamento           |                                       |

Telefilm e miniserie televisive
| Anno | Titolo                   | Stazione televisiva | Funzione          | Partner titolari         |
| ---- | ------------------------ | ------------------- | ----------------- | ------------------------ |
| 2005 | Mad Maria                | Rede Globo          | principale autore |                          |
| 1977 | Sítio do Picapau Amarelo | Rede Globo          | principale autore | Marcos Rey Sylvan Paezzo |

### Cinema
- 1984 - O Filho Adotivo
- 1983 - A Mulher, a Serpente e a Flor
- 1979 - Mágoa de Boiadeiro
- 1978 - Sábado Alucinante
- 1978 - Amada Amante
- 1975 - O dia que o Santo pecou (anche produttore e aiuto regista)

## Opere letterarie principali

### Teatro
- 1959 - Fogo Frio
- 1979 - Fogo na Terra

### Altri scritti
- 1962 - Eu sou Pelé
- 2011 - Pelé - Primeiro Tempo